# Bydgoskie Dni Sztuki Baroku
Bydgoskie Dni Sztuki Baroku – cykliczny zestaw imprez kulturalnych (muzyka dawna, wystawy plastyczne, poezja) organizowany w Bydgoszczy w latach 1992-2005. 

## Charakterystyka
Impreza narodziła się z inicjatywy mieszkającego w Bydgoszczy, a pracującego w łódzkiej Państwowej Wyższej Szkole Muzycznej śpiewaka i pedagoga Wojciecha Pospiecha. Przedsięwzięcie wsparły organizacyjnie” miasto Bydgoszcz oraz instytucje kulturalne: Miejski Ośrodek Kultury i Muzeum Okręgowe. Pierwsza odsłona BDSzB miała miejsce w czerwcu 1992 r. Poszczególne imprezy odbywały się w miejscach dotąd mało do celów koncertowych wykorzystywanych np. w bydgoskich galeriach sztuki, Hotelu Pod Orłem. Pierwsza edycja BDSzB poświęcona była barokowi francuskiemu. Główny nacisk położono na muzykę. Zaprezentowano m.in. koncerty klawesynowe, pieśni miłosne francuskiego baroku, wystawę „Grafika francuskiego baroku” oraz recital poezji francuskiej. 
Popisom artystycznym towarzyszyły wykłady i prelekcje przygotowane przez naukowców związanych z Zakładem Muzyki Dawnej Akademii Muzycznej w Łodzi.
W kolejnych edycjach „Dniach Baroku” uczestniczył organizacyjnie Wojewódzki Ośrodek Kultury w Bydgoszczy. Wystawom plastycznym, koncertom muzyki dawnej i wieczorom poetyckim towarzyszyły sesje naukowe. Piętrzące się z roku na rok trudności finansowo-organizacyjne spowodowały zawieszenie imprezy na kilka lat, po czym w 2003 r. za przyczyną Zespołu Szkół Muzycznych i Plastycznych nastąpiła reaktywacja imprezy na dwa lata.